# Synchiropus tudorjonesi
Synchiropus tudorjonesi is een straalvinnige vissensoort uit de familie van pitvissen (Callionymidae). De wetenschappelijke naam van de soort is voor het eerst geldig gepubliceerd in 2012 door Allen & Erdmann.

## Voorkomen
De soort komt voor in zee bij Indonesië op een diepte tussen de 50 en 70 meter.